# Puig de les Bruixes (Garrotxa)
El Puig de les Bruixes és un cim de 1390,6 m. entre els municipis de Montagut i Oix i Albanyà, al llindar comarcal de la Garrotxa i l'Alt Empordà. És a l'extrem oriental de la Serra Llarga de Monars, entre el portell de Donantic i el coll de Sant Marc. Aquest cim està inclòs al llistat dels 100 cims de la FEEC
El cim s'acostuma a fer dins d'una excursió més completa que inclou l'ascensió al veí Comanegra. La ruta s'inicia a les Basses de Monars, on s'hi arriba en pista forestal des del nucli de Rocabruna. La ruta careneja la Serra Llarga de Monars. La ruta es pot allargar fins al Puig de Sant Marc, fent-la circular.